# Palatinado-Birkenfeld-Bischweiler
Palatinado-Birkenfeld-Bischweiler era un estado del Sacro Imperio Romano basado alrededor de Bischwiller, en el extremo noreste de Francia.
Palatinado-Birkenfeld-Bischweiler fue la partición del Palatinado-Zweibrücken-Birkenfeld en 1600 para Cristián I, el hijo más joven del conde Palatino Carlos I. El estado fue dividido en sí mismo y el Palatinado-Birkenfeld-Gelnhausen en 1654. En 1671 el conde Palatino Cristián II heredó el Palatinado-Zweibrücken-Birkenfeld y este estado dejó de existir.
| Nombre      | Reinado   | Notas                                       |
| ----------- | --------- | ------------------------------------------- |
| Cristián I  | 1600-1654 |                                             |
| Cristián II | 1654-1671 | Conde del Palatinado-Zweibrücken-Birkenfeld |